# Rhingia pulcherrima
Rhingia pulcherrima är en tvåvingeart som beskrevs av Mario Bezzi 1908. Rhingia pulcherrima ingår i släktet näbblomflugor, och familjen blomflugor. Inga underarter finns listade i Catalogue of Life.